# Paddtjärnen (Norbergs socken, Västmanland, 666337-151135)
Paddtjärnen är en sjö i Norbergs kommun i Västmanland och ingår i Norrströms huvudavrinningsområde.